# Wanne (Tübingen)
Die Wanne ist ein Stadtteil der Universitätsstadt Tübingen. Sie liegt nordwestlich der Innenstadt.

## Name
Der Name des Stadtteils basiert auf dem Flurnamen der Halbhöhe. Im Sprachgebrauch ist die Verwendung des Artikels üblich: die Wanne und auf der Wanne. Folglich trägt auch die örtliche Grundschule den Namen Grundschule auf der Wanne.

## Lage
Die Ostgrenze zu den Stadtteilen Waldhäuser Ost und Schönblick/Winkelwiese bildet die Waldhäuser Straße. Im Süden und Westen, zum Stadtteil Universität, verläuft die Grenze von der Ochsenweide durchs Käsenbachtal und östlich von der Morgenstelle zum Heuberger Tor. Im Norden reicht der Bezirk bis zum Goldersbach vor Bebenhausen und schließt den Weiler Waldhausen mit ein.

## Struktur
Es handelt sich hauptsächlich um ab Anfang der 1960er Jahre entstandene Wohngebiete (z. B. Horemer, Ochsenweide). In den 80er Jahren kam das Wohngebiet auf dem Ursrainer Egert hinzu. Am Philosophenweg liegt die Kunsthalle Tübingen. Westlich grenzt der Botanische Garten der Universität an, der schon zum Stadtteil Universität gehört. Die alte Bauernhofsiedlung Waldhausen auf der nördlichen Hochfläche wurde 1934 von Bebenhausen nach Tübingen umgemeindet.